# Publio Cornelio Anullino (console 199)
Publio Cornelio Anullino (latino: Publius Cornelius Anullinus; fl. 175-203) fu un senatore dell'Impero romano, legato da amicizia all'imperatore Settimio Severo.

## Biografia
Anullino era originario di Illiberis (Granada), in Hispania Baetica. Il suo primo ufficio importante fu probabilmente il consolato suffetto nell'anno 175; fu poi proconsole di Baetica e comandante della Legio VII Gemina, al comando della quale fece parte della forza che respinse una invasione di Mauri nel 177. Verso la fine del regno di Marco Aurelio (161-180) fu governatore consolare della Germania Superior.
Durante la guerra civile che seguì alla morte di Commodo (31 dicembre 192), Anullino si schierò dalla parte del suo amico Settimio Severo. Anullino sostituì Tiberio Claudio Candido al comando dell'esercito di Severo, che stava inseguendo quello del suo rivale Pescennio Nigro in oriente, e penetrò in Siria; qui sconfisse Nigro nella decisiva battaglia di Isso (194), permettendo a Severo di divenire imperatore.
Nel 193 fu proconsole d'Africa, mentre nel 195 partecipò alla campagna di Severo in Adiabene e Osroene. Durante il regno di Severo raggiunse diverse cariche importanti, tra le quali la prestigiosa prefettura dell'Urbe (probabilmente 199-203) e il consolato ordinario (199).
Ebbe un figlio omonimo, console nel 216.